# 乙什扎寺
乙什扎寺，位于中国青海省化隆县石大仓乡石大村，为第七批青海省文物保护单位，公布日期为2004年5月10日，类型为古建筑。
乙什扎寺的历史年代为清。